# Albert Ball
Albert Ball (Nottingham, 14 de agosto de 1896-Annœullin, 7 de mayo de 1917) fue un piloto aviador británico de la Primera Guerra Mundial condecorado con la Cruz Victoria de manera póstuma.

## Inicios
Ball fue estudiante de ingeniería cuando empezó la guerra. Antes de incorporarse a la Royal Flying Corps (R.F.C.), en octubre de 1915 se unió al regimiento de infantería de los Sherwood Foresters (Guardabosques de Sherwood, apelativo del Regimiento de Nottinghamshire y Derbyshire). En el gran conflicto, comenzó siendo asignado a la artillería de observación, donde derribó tres aviones alemanes. Posteriormente, por su habilidad y temperamento, le fue asignado un avión de reconocimiento. Después, pasó al escuadrón n.º 11 a pilotar un avión de combate Nieuport de un solo asiento, considerado uno de los mejores aviones de caza del mundo en 1916. Esta nave era fácil de manejar y tenía la característica de elevarse a 10 000 pies de altura en 10 minutos.

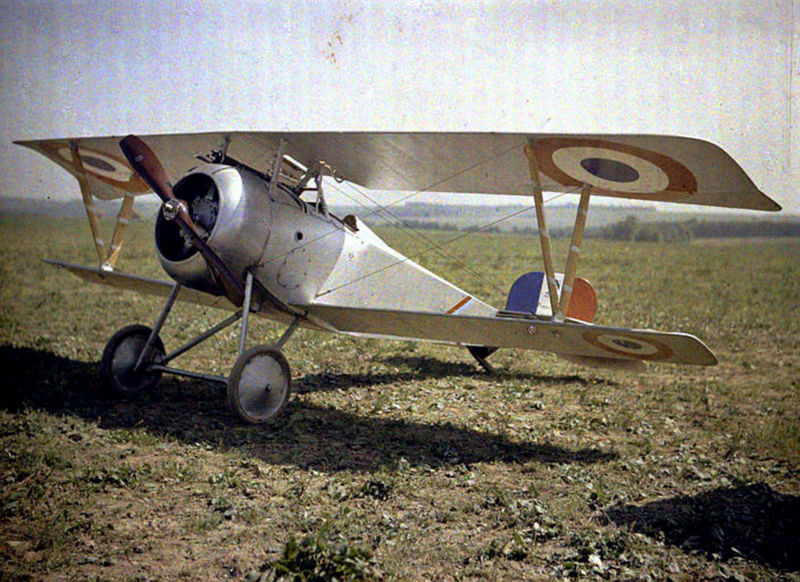
Imagen de un Nieuport.

## Héroe de guerra
Se le asignaron misiones peligrosas por su preferencia a volar solo y su pericia para ejecutar vuelos solitarios. Entre sus métodos de ataque estaban el de dejar al enemigo colocarse en su cola y alejarse justo en el momento en que iba a abrir fuego; después se volvía rápidamente, poniéndose debajo del enemigo y lo atacaba en su punto débil. Asimismo, gustaba de colocarse frente al contrincante, seguro que al seguir su ruta, este se alejaría para evitar una colisión, haciéndolo un blanco vulnerable. Cuando fue trasladado al escuadrón 60, pilotó los Nieuport que tenían montada una ametralladora Lewis en el ala superior y cuyos disparos eran totalmente libres del obstáculo de la hélice.
En septiembre de 1916 su reputación había crecido tanto que fue condecorado con la Orden del Servicio Distinguido por el mismo rey Jorge V. Contaba hasta ese momento con 31 victorias y apenas 20 años. Le fueron ofrecidas labores de entrenamiento para su protección, algo que rechazó para volver al combate. Fue el primer piloto adorado por el público británico.
En febrero de 1917 fue transferido al escuadrón 56 en el que rechazó volar un avión S.E.5 y siguió volando su Nieuport. Pero al final, a regañadientes, hizo la transferencia.

## Juventud
A Ball se le conoció como un chico diferente. Tenía afición por el violín con el cual tocaba melodías, especialmente Melodía sin fin de Schubert. Tenía una personalidad reservada. Era piadoso, tímido y sonriente; recibía los elogios con modesta repugnancia. Tenía capacidad para pensar rápidamente y actuar con valor. Era un combatiente nato cuyo único objetivo era derribar al enemigo o ser derribado. Creía que Inglaterra —por la que estaba dispuesto a morir— libraba una guerra con justa causa. A pesar de que aborrecía matar, pensaba que la muerte de los alemanes era voluntad de Dios. Tenía por afición cuidar su jardín personal y practicar con la ametralladora Lewis; no utilizaba goggles (anteojos) para volar ni gorra para protegerse la cabeza porque le gustaba sentir el aire en la cara.
En sus cartas personales se leen muchos de sus pensamientos. En una escribió a su prometida en mayo de 1917: […] ¿no será encantador que cuando toda esta matanza bestial termine podamos vivir felices sin hacer daño a nadie? Odio este juego. Pero es lo único que uno puede hacer por ahora. En otra a su padre: verdaderamente Dios me cuida, pero ¡oh! cuánto me cansa vivir matando siempre, realmente me estoy empezando a sentir como un asesino. Efectivamente, a medida que se acumulaban sus victorias se acostumbró a matar y se convirtió en un malhumorado ya agobiado por el cansancio.
En una de sus hazañas más contadas, se encontró con dos Albatros e inició el combate; pero al final los dos aviones alemanes se volvieron a sus bases, lo que Ball interpretó como una cobardía. Tanto le molestó esto que dejó caer un mensaje en las líneas enemigas retando nuevamente a sus contrincantes a pelear el siguiente día y a la misma hora. Todos acudieron a la cita, pero con la diferencia de que sus adversarios llevaron a tres compañeros más, lo que resultó en una trampa. La batalla llegó a un punto en que a Ball se le acabaron las municiones, por lo que trató de escapar haciendo volar al avíón en picado como si hubiera sido herido. Al aterrizar en campo abierto, se escondió en el asiento de su Nieuport. Dos de los rivales aterrizaron para apresarlo y los otros tres sobrevolaban; cuando Ball los sintió cerca, encendió el motor y rápidamente huyó del lugar. En otra oportunidad se enfrentó con otro diestro piloto; tanto hicieron para esquivarse el uno al otro que a ambos se les acabó la munición. Así que terminaron saludándose, rieron y se despidieron para irse cada cual a su base.

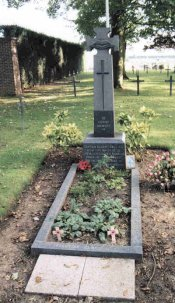
Tumba de Albert Ball.

## Final
Durante la dura batalla de Arras, a las 5.30 de la tarde de un lluvioso 7 de mayo de 1917, el escuadrón 56 fue mandado a combatir al sector de Cambrai y Douai. Ball dirigía una formación. Se encontraron con otro grupo de Albatros y se trabó batalla. Al caer la noche cada cual regresó a su base; pero Ball persistió en seguir a un enemigo y ambos se metieron en una nube negra. Fue la última vez que un compañero lo vio. Civiles atestiguaron lo que pasó después: el as británico logró su victoria n.º 44, poco después pasó observando la hora en el reloj de la torre de una iglesia en Annoeullin —acostumbraba a hacerlo—, pero no se percató de que había una pieza antiaérea en ella y fue derribado. Esta versión es la más aceptada de otras acerca de su muerte, pues su derribo fue adjudicado por los alemanes a Manfred von Richthofen, primero, y a su hermano Lothar von Richtofen; más tarde se supo que este estaba de permiso. Al final admitieron que los detalles de su muerte eran desconocidos. Albert Ball fue condecorado con la Cruz Victoria a título póstumo.